# 愛別飛行場

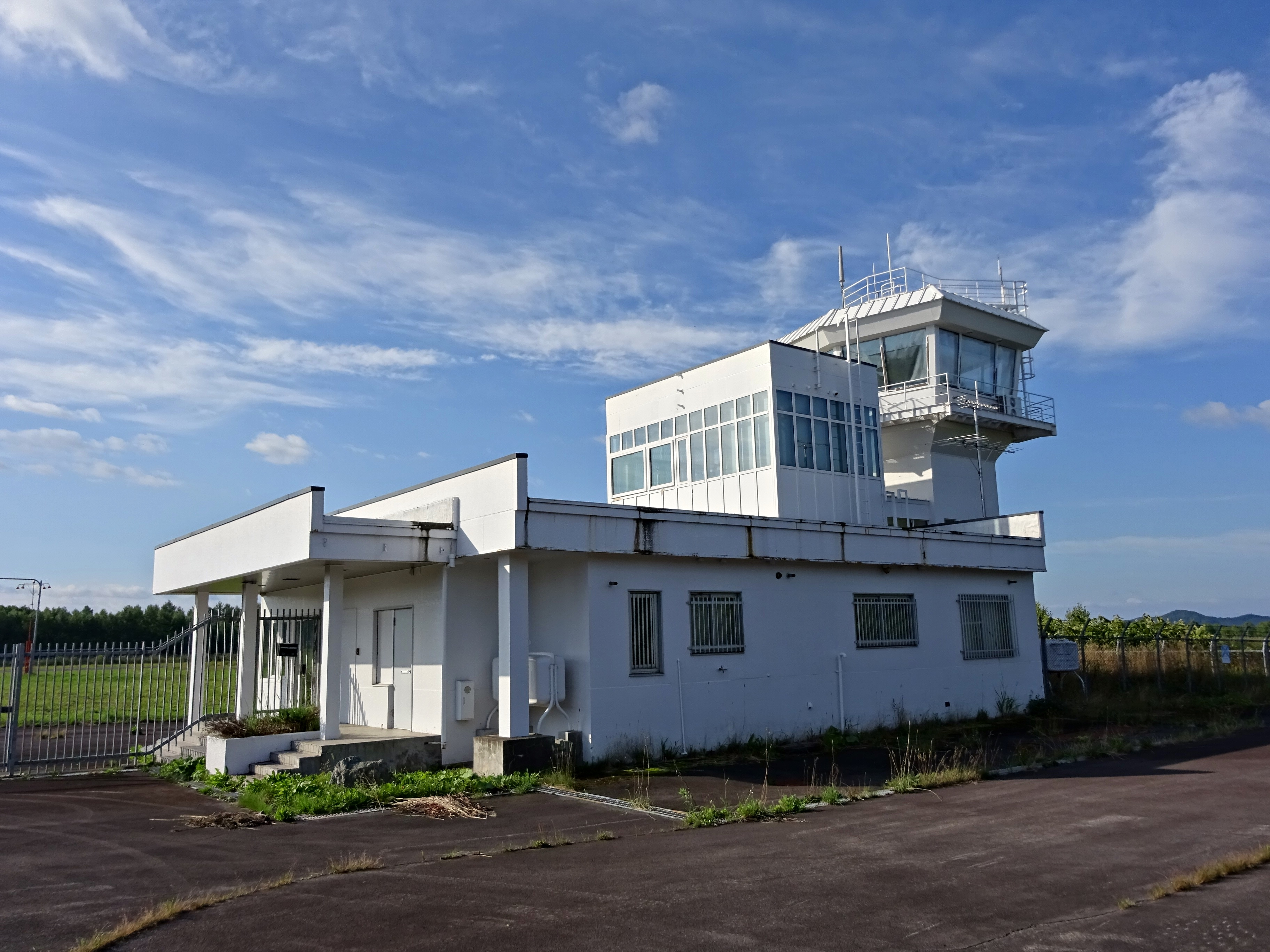
愛別飛行場事務所及び管制塔跡

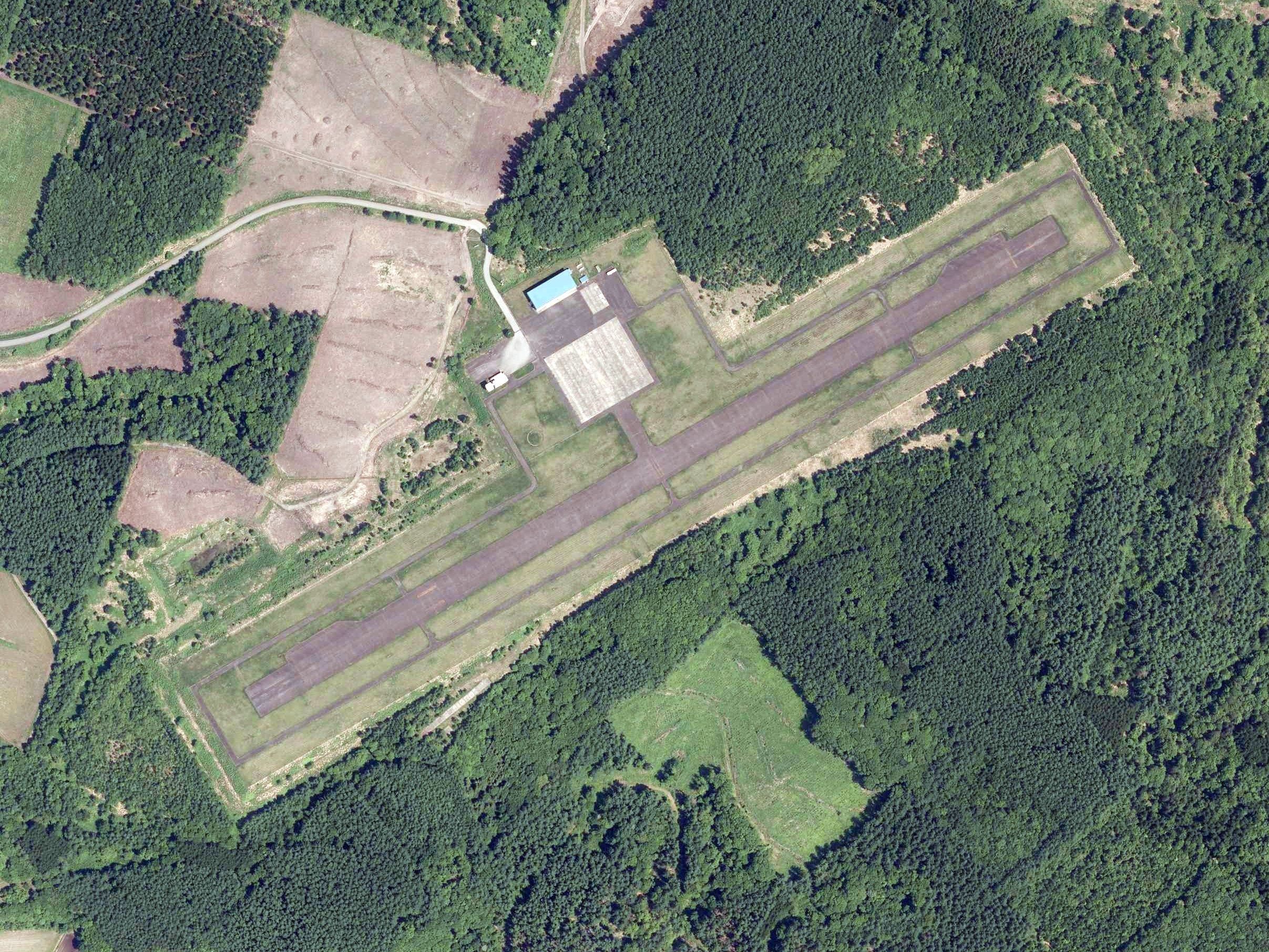
愛別飛行場跡の空中写真（2024年）

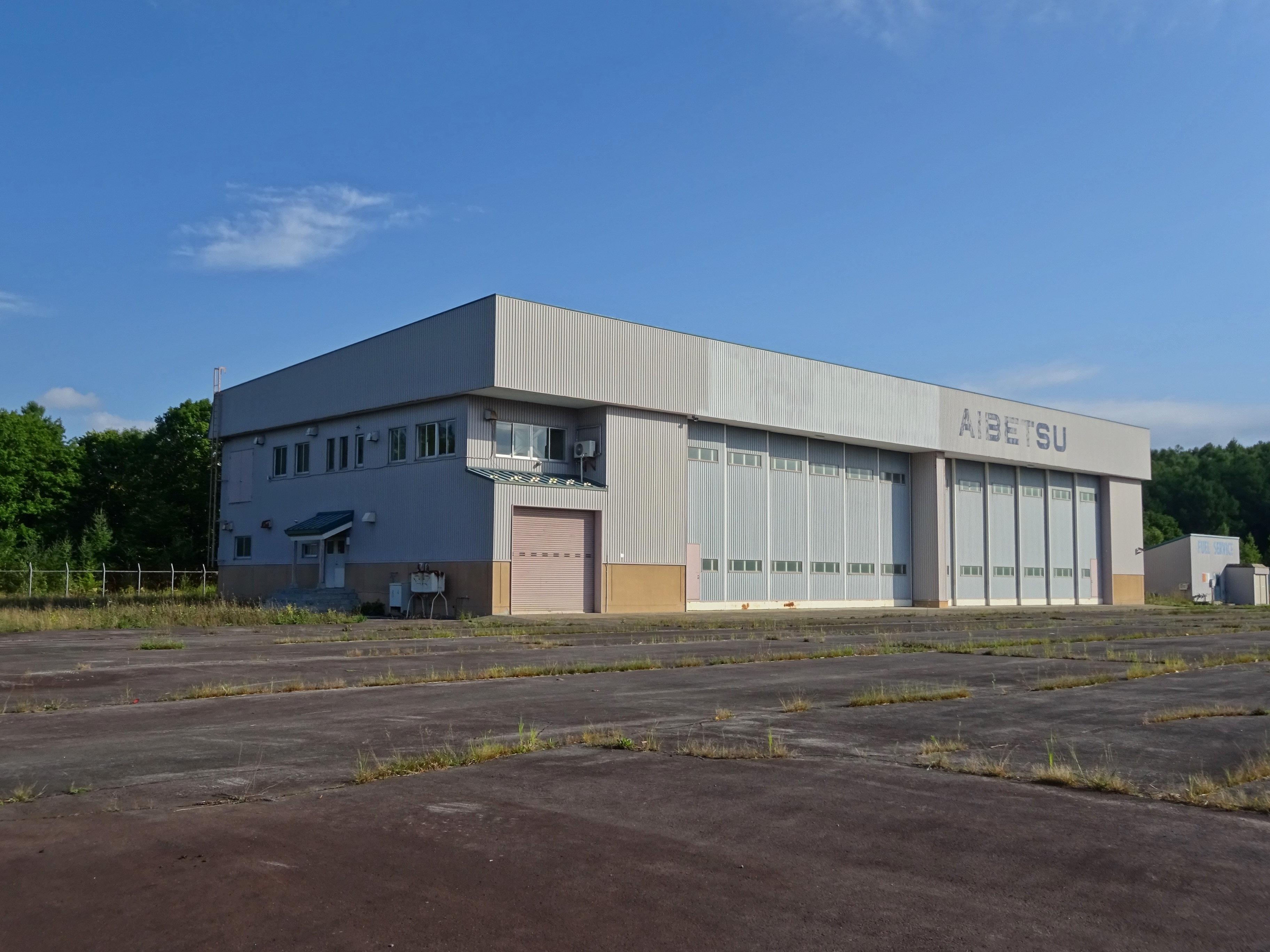
愛別飛行場格納庫跡

愛別飛行場（あいべつひこうじょう）は、かつて北海道上川郡愛別町に所在した、軽飛行機専用の飛行場である。管理運営は北陸航空株式会社が行っていたが、現在は有限会社粕谷不動産（東京都港区）が所有し管理している。
現在は「SKY-GATE AIBETSU」として車のドラッグレース会場として利用されている。

## 概要
- 種類 : 非公共用飛行場
- 所在地 : 北海道上川郡愛別町字愛別683
- 位置 : 北緯43度52分56秒、東経142度36分34秒
- 標高 : 312.1m
- 滑走路 : 880m×25m (07/25)
- 面積 :
- 運用時間 : 8:20〜17:00
- 運用期間 : 通年（年末年始を除く）
- 管理主体 : 有限会社粕谷不動産（東京都港区）

## 沿革
- 1985年（昭和60年）4月 - ダイコロ株式会社による設置許可申請[2]。
- 1988年（昭和63年）8月 - ダイコロにより、ダイコロ愛別飛行場として供用開始[3][4]
- 2005年（平成17年）
  - 10月21日 - ダイコロが、パイロット養成学校運営会社「北陸航空」に飛行場を売却し、名称も愛別飛行場に改称
  - 11月25日 - 大阪府大阪市の共同航空の協力のもと実技訓練を行う[5]操縦士養成校が開校[6]。一般向けの遊覧飛行も実施していた[6]
- 2007年（平成19年）11月 : 北陸航空や共同航空の役員らが出資して長崎県大村市に「西部長崎航空」を設立し[7]、飛行訓練を長崎県新上五島町の上五島空港や小値賀町の小値賀空港に移転することを発表[5]
- 2008年（平成20年）5月 - 愛別飛行場での運航業務を休止[8]。移転計画が頓挫[7][9]
- 2013年12月31日 - 廃港[10]